# 白苏尼咥
白苏尼咥（?—?），隋代龟兹国王。
白苏尼咥姓白氏，他拥兵数千，龟兹国杀人者死，劫贼断一臂一足。国王头系彩带，垂在后面，坐金师子座，土多稻、粟、菽、麦，饶铜、铁、铅、麖皮、氍<叟毛>、铙沙、盐绿、雌黄、胡粉、安息香、良马、封牛。东至焉耆九百里，南至于阗千四百里，西至疏勒千五百里，西北至突厥牙六百余里，东南至瓜州三千一百里。大业年间，遣使朝觐隋炀帝，贡献方物。他死后，白苏伐勃駃继位。
克孜尔千佛洞第205窟的供养人头部有吐火罗文供养者名字，经过学者研究确定，205窟的国王名为托提卡，时间约在公元6世纪末7世纪初的白苏尼咥。克孜尔第69窟的供养人可能是公元624～646年位的苏伐勃駃。